# Luca Bigi
Luca Bigi (Reggio Emilia, 19 aprile 1991) è un rugbista a 15 italiano, tallonatore delle Zebre.

## Biografia
Nel rugby dall'età di 14 anni, si formò rugbisticamente nell'Under-20 del Viadana.
A 19 anni ebbe un'esperienza di circa 8 mesi in Inghilterra al Richmond, al termine della quale disputò la stagione di Eccellenza 2011-12 con Reggio Emilia, club in cui militò per due stagioni.
Successivamente fu a Viadana e, nel 2014, al Petrarca.
Nel 2015 esordì in Pro12 con la franchise del Benetton e debuttò in nazionale A nella Tbilisi Cup.
Del giugno 2017 è altresì il debutto internazionale con l'Italia, in un test match contro la Scozia in occasione del tour in Oceania.
A luglio 2019 Bigi ufficializzò il suo passaggio dal Benetton Treviso alle Zebre, altra franchise italiana di Pro14, trasferimento dettato da ragioni familiari; un mese più tardi fu incluso nella rosa dei convocati italiani alla Coppa del Mondo 2019 in Giappone.
In occasione del Sei Nazioni 2020 fu nominato capitano della nazionale, rilevando il ruolo da Sergio Parisse; mantenne la fascia fino a novembre 2021 quando fu sostituito da Michele Lamaro.
Nel 2023 ha ricevuto la convocazione nella squadra nazionale per la sua seconda Coppa del Mondo consecutiva.